# DEFA4
DEFA4 (англ. Defensin alpha 4) – білок, який кодується однойменним геном, розташованим у людей на короткому плечі 8-ї хромосоми. Довжина поліпептидного ланцюга білка становить 97 амінокислот, а молекулярна маса — 10 504.
| 10         |  | 20         |  | 30         |  | 40         |  | 50         |
| ---------- |  | ---------- |  | ---------- |  | ---------- |  | ---------- |
| MRIIALLAAI |  | LLVALQVRAG |  | PLQARGDEAP |  | GQEQRGPEDQ |  | DISISFAWDK |
| SSALQVSGST |  | RGMVCSCRLV |  | FCRRTELRVG |  | NCLIGGVSFT |  | YCCTRVD    |

A: Аланін

C: Цистеїн

D: Аспарагінова кислота

E: Глутамінова кислота

F: Фенілаланін

G: Гліцин

I: Ізолейцин

K: Лізин

L: Лейцин

M: Метіонін

N: Аспарагін

P: Пролін

Q: Глутамін

R: Аргінін

S: Серин

T: Треонін

V: Валін

W: Триптофан

Кодований геном білок за функціями належить до антибіотиків, антимікробних білків, фунгіцидів. 
Секретований назовні.